# Виноградоцветные
Виноградоцве́тные (лат. Vitales) — по современной классификации APG IV монотипный порядок цветковых растений, включающий 1 семейство, 16 родов и 1 042 ботанических вида. Порядок последовательно входит в клады Розиды -> Суперрозиды -> Эвдикоты -> Цветковые растения. Предложен Джеймсом Лаурицем Ревилом в 1996 году.

## Классификация, общая характеристика

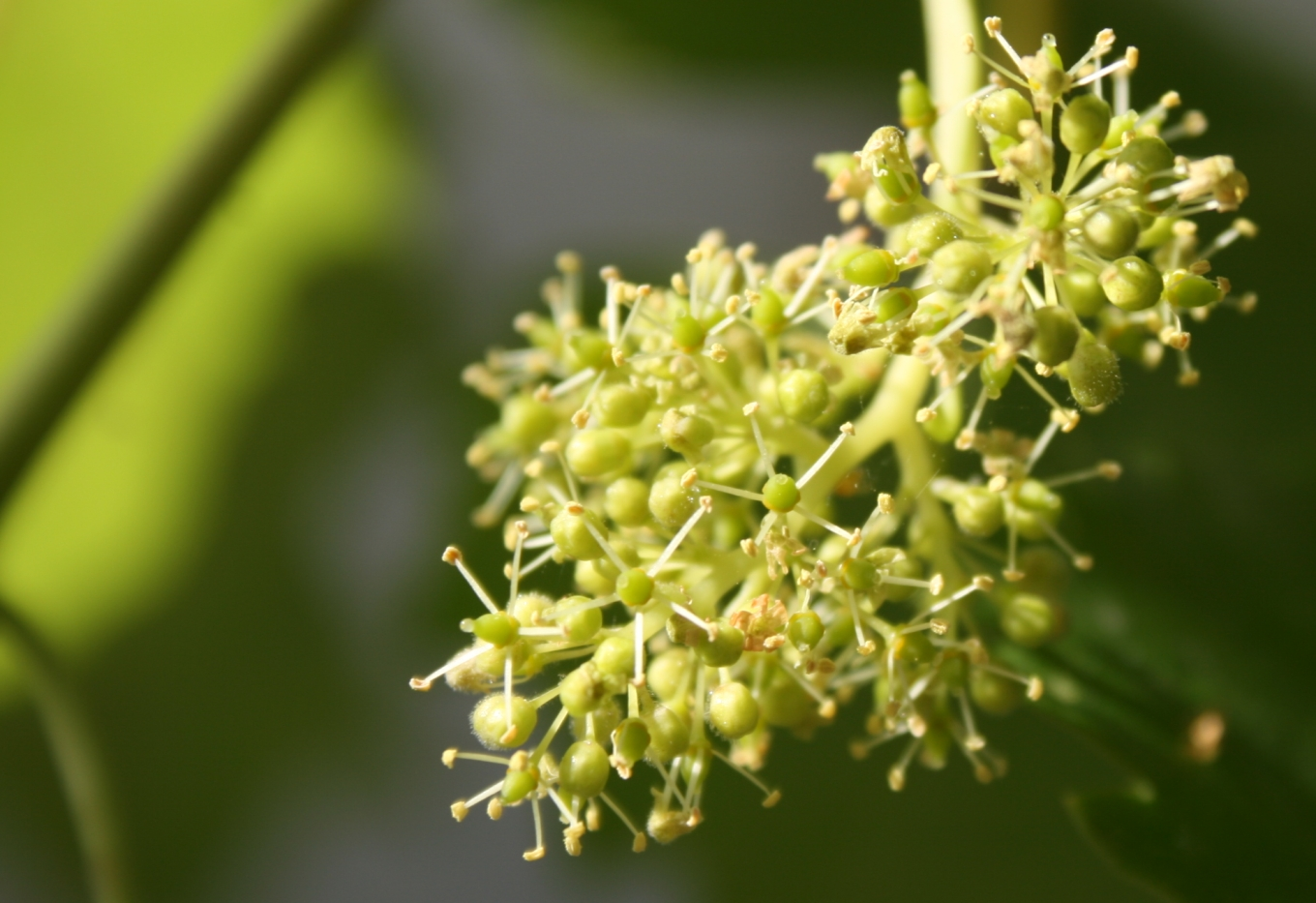
Цветки Виноград культурный|винограда культурного (Vitis vinifera)

Как правило, считается монотипным порядком, единственное семейство — Виноградовые (Vitaceae). Однако в ряде предыдущих классификаций в порядке выделяется также семейство Леевые (Leeaceae) nom. cons. с единственным родом Леея (Leea). Выделение некоторыми исследователями рода Леея в отдельное семейство связано с атипичным строением представителей этого рода, которые, в отличие от прочих виноградоцветных, не являются лианами. Обычно — древесные лианы, за исключением Leea/Leeaceae, в основном являющихся кустарниками либо небольшими деревьями.

## Значение
Представитель рода Виноград (Vitis), виноград культурный — одно из важнейших культурных растений. Его ягоды употребляются в пищу, а также используются для производства вин.

## Классификация
По современной классификации APG IV порядок Виноградоцветные включает 1 семейство:
- Семейство Виноградные (Vitaceae) — 16 родов, 1 042 вида

### Таксономическое положение[9]
- Vitales Juss. ex Bercht. & J. Presl, 1820, Prir. Rostlin 225

Порядок Виноградоцветные включается в дочернюю кладу Розиды, последовательно входящую в более крупные клады Суперрозиды -> Эвдикоты -> Цветковые растения. Кладограмма в соответствии с Системой APG IV:
|  |                          |  |                                   | порядок Виноградоцветные |  | 1 семейство |  | 16 родов |  | 1 042 вида |
|  |                          |  |                                   | порядок Виноградоцветные |  | 1 семейство |  | 16 родов |  | 1 042 вида |
|  | клада Цветковые растения |  |                                   |                          |  |             |  |          |  |            |
|  |                          |  |                                   |                          |  |             |  |          |  |            |
|  |                          |  | ещё 63 порядка цветковых растений |                          |  |             |  |          |  |            |
|  |                          |  |                                   |                          |  |             |  |          |  |            |